# Tumakuru (distrikt)
Tumakuru eller Tumkur (hindi: तुमकुर जिला, marathi: तुमकूर जिल्हा, tamil: தும்கூர் மாவட்டம்) är ett distrikt i Indien.   Det ligger i delstaten Karnataka, i den södra delen av landet, 1 700 km söder om huvudstaden New Delhi. Antalet invånare är 2 678 980. Arean är 10,6 kvadratkilometer. Tumakuru gränsar till Anantapur.
Följande samhällen finns i distriktet:
- Tumakuru
- Tiptūr
- Sīra
- Kunigal
- Pāvagada
- Madhugiri
- Chiknāyakanhalli
- Gubbi
- Koratagere
- Turuvekere
- Huliyār
- Yallappa Nayakana Hosakote
- Huliyūrdurga
- Holavanhalli
- Bukkāpatna
- Hebbūr
- Kodigenahalli